# 孫軟児
孫 軟児（そん なんじ、拼音: Sūn Ruǎnér、簡体字: 孙 软儿）は、中国後漢末期から三国時代の蜀漢にかけての将軍・趙雲の架空の妻。伝承によっては、軟児の名は幼名とし、孫氏と呼ぶものもある。『三国志』『三国志演義』には登場しない。
以下の趙雲の死にまつわる中国の民間伝承にて確認される。

## 趙雲の死と妻の刺繍針
大まかなあらすじは、「戦場で一度も負けなかった趙雲の身体には傷一つなかった。そこで妻（孫軟児）が戯れで（刺繍）針で傷をつけたところ、血が止まらなくなり趙雲は死んでしまった」といった内容である。この伝承には地方で似通ったパターンが存在するが、趙雲の墓があるとされる大邑県と趙雲の故郷である正定県の物語では妻の名前はない。1980年代頃に収集されている。

### 河北省正定県版
1970年に秦家庄村で採録。大邑版より10年ほど古い時期に記録されている。大邑版とほぼ同じ内容で、相違点は正定版では趙雲の年齢は84歳となっており、妻が針で刺した場所は、へその横ではなく額になっている。また『燈籠星』のくだりが『水瓶星』となっており、「趙雲の妻は趙雲の皮膚を刺した。それは水の入った瓶を割ったのと同じことだから、水が漏れて趙雲は死んでしまった」と書かれている。

### 書籍版
民間伝承を取り扱った書籍に収録されている物語で、大邑や正定の話と類似しているが、上記二つの物語とは違い、妻の名前として「孫軟児」が確認される。ただし、「軟児」を幼名とし、「孫氏」と呼んでいる。以下は概要。

### その他
出典元不明。前述の書籍版『趙雲の死』の内容を詳細に描いたような内容となっており、派生形と考えられる。
このほか、妻が刺した場所が腕であるものや、川で同僚らと水浴びをするために服を脱ぐと、趙雲ひとりだけ身体に傷がひとつもないことに大笑いして、そのまま息が切れて死ぬ、といった伝承もあり、趙雲の死に関する伝承は非常に多岐にわたる。

## 解説
葉威伸はこれらの物語を比較し、正定で記録された『趙雲の死』は大邑の『趙子龍の死』よりも10年以上早く採集されていることから、大邑の物語は正定の物語を参考に改変された可能性があると指摘している。また、採集時期に大きな隔たりがあるにもかかわらず両者に類似性が見られるのは、物語が人々に語り継がれる中で変容していったためだと推測している。
それぞれの物語の特徴を見ると、大邑や正定では趙雲が「天から降り立った（転生した）星」として神格化され、その死は神秘的に描かれている。一方、湖北省咸寧地方に伝わる「趙雲の誕生日に親戚一同が集まり、彼の功績を詩で讃え、宴が終わって一人風呂に入ろうとした趙雲が詩の内容を思い出して笑い死にする」という伝承や、書籍版『趙雲の死』では、そうした神秘性は見られず、具体的な死因や「風呂に入る」といった日常的な描写を通して、趙雲が身近な存在として描かれている。
「武芸に優れた者が、針の一刺しで血が止まらず死に至る」という物語は、「不死身のアキレウスが、かかと（アキレス腱）を射られて死に至った」などの世界各地の民間伝承に見られる「英雄は必ず致命的な弱点を持つ」「傷口からの出血が止まらず失血死する」という英雄譚の類型と一致する。
これらの趙雲の死の物語が生まれた背景について、葉威伸は、趙雲が歴史上、武勇に優れ生涯病気を経験しなかったというイメージが人々に強く根付いていたこと、そして『正史』や『演義』における「病死」の記述に人々が納得せず、趙雲の卓越した武勇を深く崇拝していたことが背景にあると示唆している。

## 関連事項
- 「軟児」の名は、映画『三国志』で趙雲の妻の名称に採用されている。姓は不明。
- 塚本靑史の小説『趙雲伝』では正妻の名に採用されている[10]。

## 関連作品

### 映画
- 『三国志（2008年）』
（2008年、中国・韓国、主演（趙雲役）：アンディ・ラウ、軟児役：チアン・ホンボー）

### 小説
- 塚本靑史『趙雲伝』河出書房新社、2022年。ISBN 9784309030258。

### ゲーム
- 三国大戦スマッシュ！
（2015年-展開中、株式会社エイチーム）